# Torvhustjärnarna
Torvhustjärnarna är en sjö i Krokoms kommun i Jämtland och ingår i Ångermanälvens huvudavrinningsområde. Sjön har en area på 0,06 kvadratkilometer och ligger 610,9 meter över havet. Torvhustjärnarna ligger i Gråberget-Hotagsfjällen Natura 2000-område.

## Delavrinningsområde
Torvhustjärnarna ingår i det delavrinningsområde (713726-142713) som SMHI kallar för Mynnar i Hällingsån. Medelhöjden är 609 meter över havet och ytan är 7,34 kvadratkilometer. Det finns inga avrinningsområden uppströms utan avrinningsområdet är högsta punkten. Vattendraget som avvattnar avrinningsområdet har biflödesordning 4, vilket innebär att vattnet flödar genom totalt 4 vattendrag innan det når havet efter 299 kilometer. Avrinningsområdet består mestadels av skog (38 procent) och sankmarker (58 procent). Avrinningsområdet har 0,11 kvadratkilometer vattenytor vilket ger det en sjöprocent på 1,5 procent.